# Deutschhof
Deutschhof è una frazione del comune tedesco di Fehrbellin, nel Land del Brandeburgo.